# Кольцевики

Деньга 1805 года

«Кольцевики» или «кольцевые монеты» — разновидность медных монет, выпускавшихся в период правления императора Александра Первого с 1802 по 1810 год.
Именным Указом Сенату от 1 октября 1801 года Александр I, «признавая непоколебимость внутреннего достоинства монеты необходимою к сохранению общего доверия», подтвердил монетную стопу, установленную Павлом І в 1797 году. Монетные дворы получили распоряжение продолжать чеканку медных монет всех номиналов по 16 рублей из пуда меди, но уже по новым, утвержденным тем же Указом, рисункам монеты..
Свое название («кольцевики», «кольцевые») эти монеты получили за оформление — по краю монеты на обеих сторонах в качестве элемента изображения использованы своеобразные кольца.

## Редкость
Все «кольцевые» монеты, довольно редкие и ценные медные монеты времен правления Александра І, несмотря на то, что только один Екатеринбургский монетный двор, за 8 лет выпустил более 170 миллионов экземпляров пятикопеечной монеты. Чем меньше номинал, тем реже встречается монета — самый крупный номинал 5 копеек является самым распространённым, а самый мелкий номинал — полушка — является почти раритетной монетой.
Основная причина редкости этих монет, кроется в действиях правительства Российской империи.
Монеты из меди по 16-ти рублевой монетной стопе чеканились до 1810 года. Манифестом от 29 августа 1810 года Правительство повышает монетную стопу до 24-х рублей из пуда меди, исходя из стоимости меди в слитках на тот момент. Хождение «тяжелых» монет прежней чеканки не отменяют, рассчитывая на то, что постепенно, с помощью казенных сборов, старую монету заменят на новую, более «лёгкую». В дальнейшем, изъяв из обращения всю старую монету, с помощью 9 временных монетных дворов её планировали переделать в новую. Но, согласно докладу Министра финансов Дмитрия Гурьева от 2 сентября 1821 года, смысла в этом не было, так как за 10 лет чеканки монет по 24-х рублевой стопе было выпущено столько монет, что передел со старой был нецелесообразным, тем более, что стоимость меди на тот момент составляла уже 31 рубль за пуд. Намного легче было сплавить всю старую монету и реализовать за границу, получив таким образом практически 100 % прибыли, что постепенно и было сделано.
Кроме того, цена на медь и повышение монетной стопы привлекали предприимчивое население к лёгкой наживе, несмотря на запрет Манифестом частной переплавки, приравнивненной к фальшивомонетничеству. Правительству постоянно поступали известия о попытках вывоза за границу медной монеты старой чеканки.
Так, к примеру, в мае 1824 года на отправлявшемся из Архангельска торговом судне, принадлежавшему купцу Попову, было обнаружено тайно-погруженной медной монеты старого чекана на 814 рублей, что составляло около 50 пудов меди (~819 кг), а после обыска его дома было найдено ещё такой же монеты на 532 рубля (~545 кг), которая была конфискована и переплавлена.
Таким образом, действия правительства с одной стороны и желание населения быстро обогатиться с другой, практически полностью истребили тяжёлые «кольцевые» монеты.

## Разновидности
Монеты выпускались нескольких номиналов — полушка, деньга, копейка, 2 копейки и 5 копеек. В 1810 году выпускались одновременно и кольцевые монеты и монеты нового типа («Александровские»), имеющие иной дизайн и буквенные обозначения на лицевой и оборотной стороне. Эти монеты значительно дешевле кольцевых.